# Танцов, Олег Игоревич
Оле́г И́горевич Танцо́в (род. 1957, Москва) — российский кларнетист, солист-концертмейстер государственной симфонической капеллы России, артист Российского симфонического оркестра кинематографии, солист ансамбля «Студия новой музыки», доцент Московской консерватории и преподаватель Академического Музыкального колледжа при Московской консерватории, Заслуженный артист Российской Федерации (2000), лауреат Всесоюзного конкурса.